# Real Sugar
Real Sugar, skriven av Per Gessle, var den andra singeln från den svenska popduon Roxettes album Room Service från 2001.

## Listplaceringar
| Lista (2001) | Position |
| ------------ | -------- |
| Schweiz      | 72       |
| Sverige      | 23       |

### Fotnoter
1. ↑  ”Roxette”. Arkiverad från originalet den 16 oktober 2011. https://web.archive.org/web/20111016201530/http://roxette.se/discography.php?show=release&id=11. Läst 22 maj 2011.
2. ↑  ”Listplacering”. http://hitparade.ch/showitem.asp?interpret=Roxette&titel=Real+Sugar&cat=s. Läst 22 maj 2011.
3. ↑  ”Listplacering”. http://swedishcharts.com/showitem.asp?interpret=Roxette&titel=Real+Sugar&cat=s. Läst 22 maj 2011.